# Större niltava
Större niltava (Niltava grandis) är en asiatisk fågel i familjen flugsnappare inom ordningen tättingar.

## Utseende och läten
Större niltava är som namnet antyder störst bland niltavorna, med kroppslängden 20–22 cm störst bland de asiatiska flugsnapparna. Förutom storleken ger fågeln ett trögt och satt intryck. Hanen är helt blå i olika nyanser: mörkblå ovan, ljusare på nacke, hjässa och övergump samt blåsvart under. Honan är brun med ljusblå fläck på sidan av halsen och beigeaktig strupe. Sången är en stigande serie med tre till fyra visslande toner. Bland lätena hörs raspiga och skallrande ljud, men även ett mjukt "chu-ii".

## Utbredning och systematik
Större niltava delas in i fyra underarter med följande utbredning:
- Niltava grandis grandis – förekommer i Himalaya (Nepal till norra Myanmar, södra Kina och norra Indokina)
- Niltava grandis griseiventris – förekommer i södra Kina (sydöstra Yunnan)
- Niltava grandis decipiens – förekommer på Malackahalvön och Sumatra
- Niltava grandis decorata – förekommer i södra Laos (Langbian Plateau)

## Levnadssätt
Större niltava förekommer i tät, högvuxen och fuktig bergsskog på mellan 900 och 2565 meters höjd. Den ses mestadels i skogens mellanskikt för att ibland falla ner till marken. Fågeln lever av små till medelstora ryggradslösa djur och bär, ibland även stora syrsor och små ormar. Den häckar mellan februari och juli och bygger ett rätt stort skål- eller kupolformat bo som placeras upp till sex meter ovan mark bland mossa på ett träd eller en stenbumling, bland stenar eller i ett hål i en vägg eller jordbank. Arten är stannfågel och höjdledsflyttare som söker sig till lägre regioner vintertid.

## Status och hot
Arten har ett stort utbredningsområde, men tros minska i antal, dock inte tillräckligt kraftigt för att den ska betraktas som hotad. Internationella naturvårdsunionen IUCN listar arten som livskraftig (LC). Världspopulationen har inte uppskattats men den beskrivs som generellt ovanlig till ganska vanlig.

## Namn
Niltava kommer från namnet på praktniltavan (N. sundara) på nepalesiska, Niltau.